# Манохин, Николай Фёдорович
Николай Фёдорович Мано́хин (1855, Москва — 1915) — артист балета, режиссёр балета, балетмейстер, педагог.

## Биография
Сын артиста Императорских театров, балетмейстера и педагога Фёдора Николаевича Манохина.
В 1872—1880 годах учился танцу в Московском театральном училище под руководством Н. Г. Легата.
В 1875-м вёл класс бальных танцев в Музыкально-драматическом училище Московского филармонического общества и других учебных заведениях.
В 1881—1883 годах выступал в Мариинском театре, а в 1883—1898 — в Московском Большом театре.
Задолго до реформы мужского танца стремился сломать установившийся канон, утвердить новую, более живую манеру исполнения. Его танец отличался силой, стремительностью, динамикой, темпераментом (в Петербурге его критиковали за «неакадемичность») и в то же время виртуозной лёгкостью, свободой. Выступал в ведущих классических партиях (Пьер Гренгуар — «Эсмеральда» Ц. Пуни и др.).
В 1898—1907 — режиссёр по балетной части Нового театра в Москве, в 1902—1907 — Большого театра.
Поставил танцы в опере «Тушинцы» П. Бларамберга.
В 1907-м году оставил сцену.